# Заперечення кримських татар Радянським Союзом
Заперечення кримських татар — ідея про те, що кримські татари не є окремою етнічною спільнотою. Після депортації кримських татар радянський уряд більше не визнавав кримських татар як окрему етнічну групу і заборонив у внутрішніх паспортах та офіційних документах використовувати цей термін у графі «національність», хоча раніше дозволяв це робити. Невизнання кримських татар підкреслювалося формулюванням Указу № 493, в якому використовувався евфемізм «громадяни татарської національності, які раніше проживали в Криму». Лише у 1989 році були зняті всі обмеження на використання цього терміну.

## Походження кримських татар
Незважаючи на назву, кримські татари не походять з Татарстану. Натомість вони складаються з чотирьох основних субетнічних груп різного походження. Степові кримські татари мають кипчакське ногайське походження; гірські тати походять від усіх доногайських мешканців Криму, які прийняли іслам; кримські татари ялібойлу — огузи, які походять від тюркізації прибережних європейців, таких як греки, італійці та вірмени, які після приходу Золотої Орди прийняли іслам; а кримські роми — суміш різних хвиль ромів-мусульман, які прибули до Криму за часів Кримського ханства.

## Псевдонаукова теорія походження кримських татар
Багато членів Комуністичної партії помилково вважали, що кримські татари є діаспорою волзьких татар з Татарської АРСР, яка зараз називається Татарстан. Кримським татарам, які звернулися до уряду з проханням відновити Кримську АРСР, уряд заявив, що відновлювати їхню республіку «недоцільно», оскільки Татарська АРСР вже існує, хоча уряд відновив національні республіки інших депортованих етнічних груп, а кримські татари не мали жодних родових зв'язків з Татарстаном. Незважаючи на те, що кримські татари є зовсім іншою етнічною групою, ніж волзькі татари, уряд продовжував заперечувати, що кримські татари є окремою етнічною спільнотою, і, якщо вони бажають мати національну автономію, пропонував їм переселитися до Татарської АРСР.

## Заперечення та цензура
До депортації кримських татар у 1944 році термін «кримський татарин» був широко дозволений для використання в переписах населення, науковій літературі та в культурному житті. Проте після депортації цей термін став об'єктом цензури.
У першому реченні Указу № 5859сс, який наказував депортацію кримських татар, використовувався термін «кримський татарин», зокрема, зазначалося: «багато кримських татар зрадили Батьківщину». Пізніші урядові укази щодо кримських татар уникали вживання терміна «кримський татарин». Указ № 493 від 1967 року зазначав, що звинувачення у вселенській державній зраді, висунуті проти кримських татар, є необґрунтованими, описував кримських татар не як кримських татар, а лише як «громадян татарської національності, які раніше проживали в Криму». Протягом усієї епохи кримськотатарського вигнання радянський уряд робив багато спроб приховати від радянської громадськості існування кримських татар як окремої етнічної групи. Це робилося щоб підтримувати міф про те, що кримські татари є підгрупою волзьких татар.
Хоча кримські татари могли уникати використання свого етноніма побіжним згадуванням за обмежених обставин, наприклад, епізодичні згадки в газеті «Ленин байрагъы», використання терміна «кримський татарин» майже завжди успішно цензурувалося. Усі прояви культурної діяльності кримських татар розглядалися як активність підгрупи волзьких татар. Кримськотатарському танцювальному ансамблю «Хайтарма» було заборонено називати себе кримськотатарським танцювальним гуртом. У назвах книг про кримськотатарську музику та кримськотатарську мову ніколи не дозволялося використовувати слово «кримські татари», натомість використовувалися розпливчасті назви, які не були специфічними для теми — кримськотатарської. Навіть кафедру кримськотатарської мови Державного літературного інституту імені Нізамі в Ташкенті не можна було назвати кафедрою кримськотатарської мови, а натомість її називали «Татліт». Лише за часів перебудови у своїх дисертаціях про свою мову кримськотатарським науковцям дозволили використовувати термін «кримські татари».
З часом влада вийшла за рамки простої цензури слова «кримський татарин», і до 1983 року газеті «Ленин байрагъы» було заборонено використовувати багато слів, що мали важливе значення для кримськотатарської ідентичності. Обмеження не обмежувалися забороною використовувати назви кримськотатарською мовою для кримських топонімів, згаданих у статтях, а також термін «Кримська АРСР» і навіть «Кримський радіокомітет».
За часів Сургуну кримськотатарським музикантам було заборонено виконувати пісні, у яких прямо чи опосередковано згадувався Крим. Тексти пісень були обмежені дуже вузькими темами, наприклад, про бавовну.

### Перекручення національності кримськотатарських героїв
Узеїр Абдураманов, кримський татарин, який народився та виріс у Криму, у фотогалереї Героїв Радянського Союзу у випуску популярного журналу «Огоньок» за 1944 рік був названий азербайджанцем. Кримськотатарський національний герой і двічі Герой Радянського Союзу Амет-хан Султан завжди особисто називав себе кримським татаром, і в газетних статтях про його героїзм, опублікованих до депортації, його описували як кримського татарина, але в післядепортаційних медіа, як-от у некролозі в газеті «Дагестанська правда», його часто називали дагестанцем.

### Повернення терміну
У 1984 році уряд Узбецької РСР офіційно дозволив використання цього терміна в дуже обмежених контекстах, таких як визначення мови газет та радіопрограм. Незважаючи на це, уряд продовжував утримуватися від офіційного визнання кримських татар окремою етнічною групою. Лише у 1989 році кримських татар було визнано окремою етнічною спільнотою, і всі обмеження на використання терміну «кримські татари» були зняті. Хоча кримські татари були сильно обмежені у використанні свого етноніма, уряд вільно використовував цей термін у контексті опису звинувачень у масовій державній зраді з боку кримських татар, як-от заява ТАРС 1987 року, опублікована на початку роботи Комісії Громико під час перебудови, в якій детально викладалися звинувачення у співпраці з кримськими татарами під час Другої світової війни, багато з яких були хибними.

## Ефекти
Заперечення радянською владою кримськотатарської ідентичності мало протилежний ефект: замість того, щоб змусити кримських татар відмовитися від своєї ідентичності, воно активізувало кримськотатарський націоналізм і підштовхнуло кримськотатарське населення до ще більшої недовіри до Радянського Союзу.

## Галерея

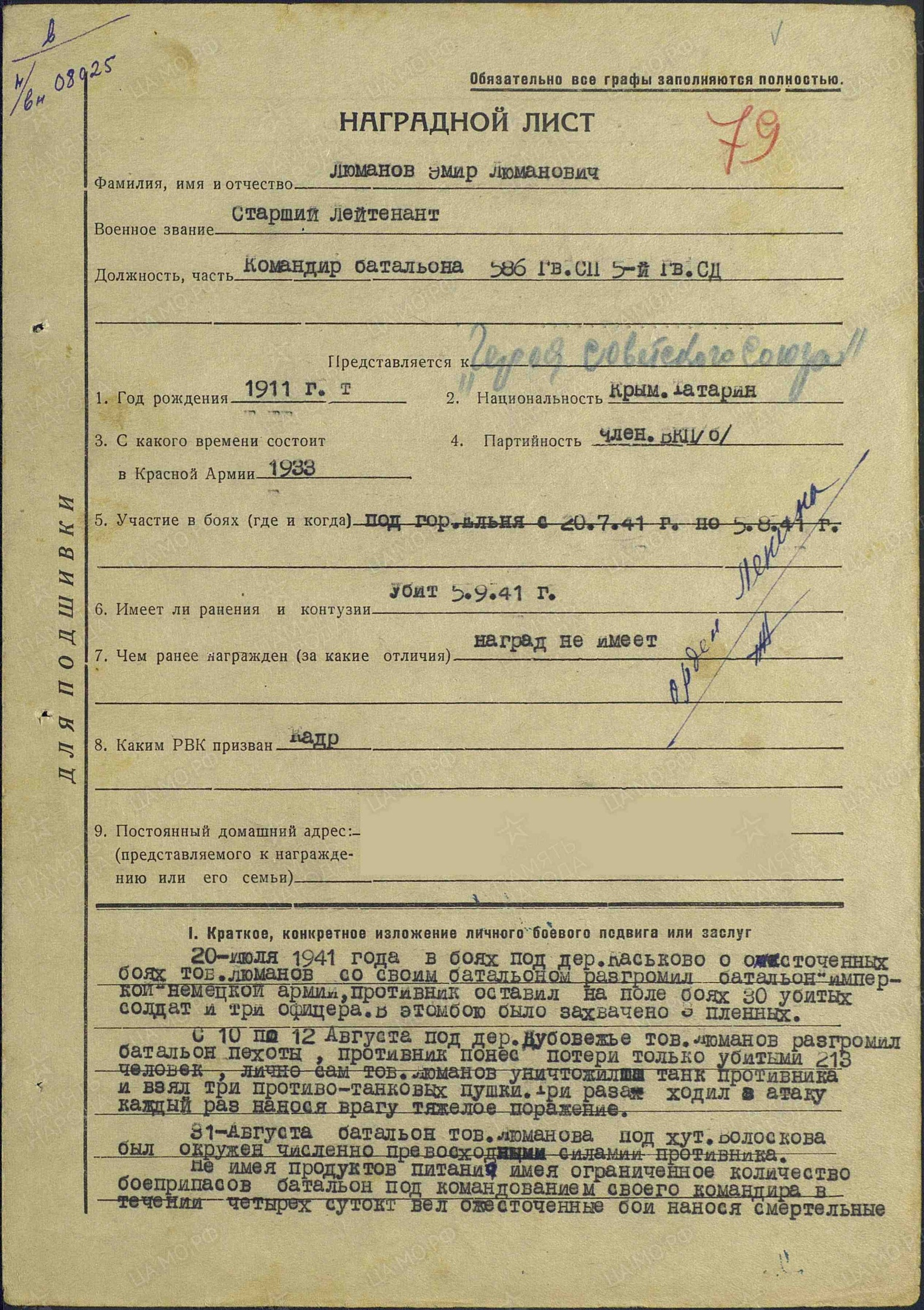
Термін «кримський татарин» дозволялося використовувати в графі «національність» в офіційних документах до 1944 року, як, наприклад, у цьому нагородному листі про присвоєння Еміру Люманову звання Героя Радянського Союзу .
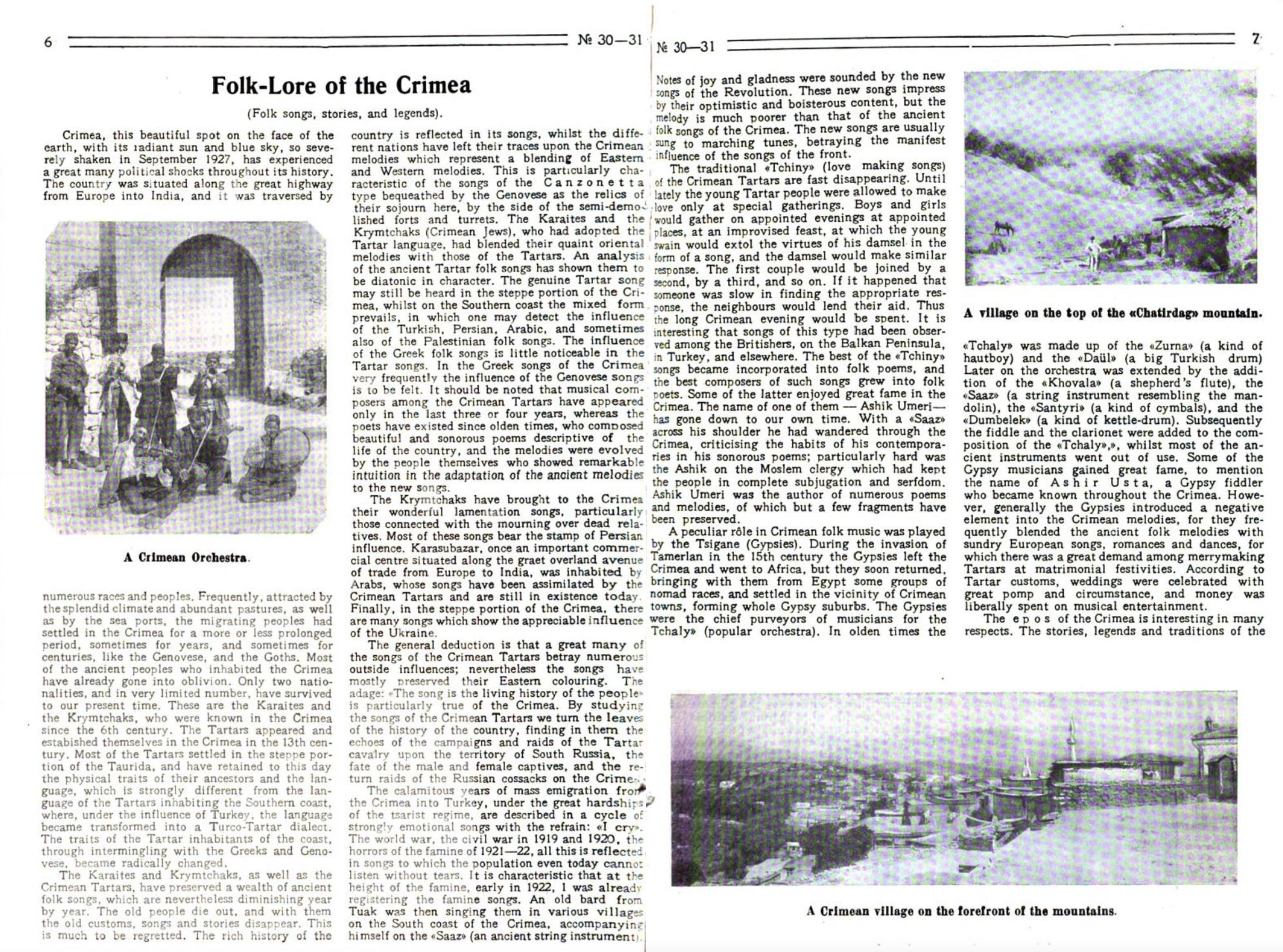
У цій статті з радянського пропагандистського журналу «Щотижневий бюлетень новин» за 1928 рік використовується термін «кримський татарин».
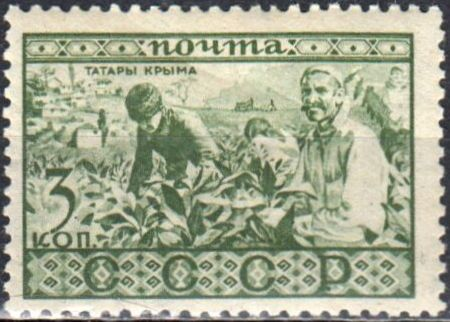
Радянська поштова марка 1933 року із зображенням кримських татар із серії поштових марок «Народи Радянського Союзу». У той час в радянських переписах населення кримські татари вважалися окремою етнічною групою.
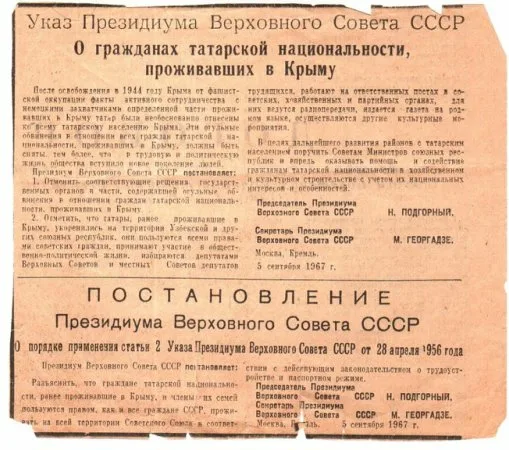
Вирізка з радянської газети 1967 року з Указом 493. У той час кримські татари не вважалися окремою етнічною групою, і термін «кримські татари» був виключений із назв письмових творів, тому в указі використовується термін «Громадяни татарської національності, які раніше проживали в Криму».
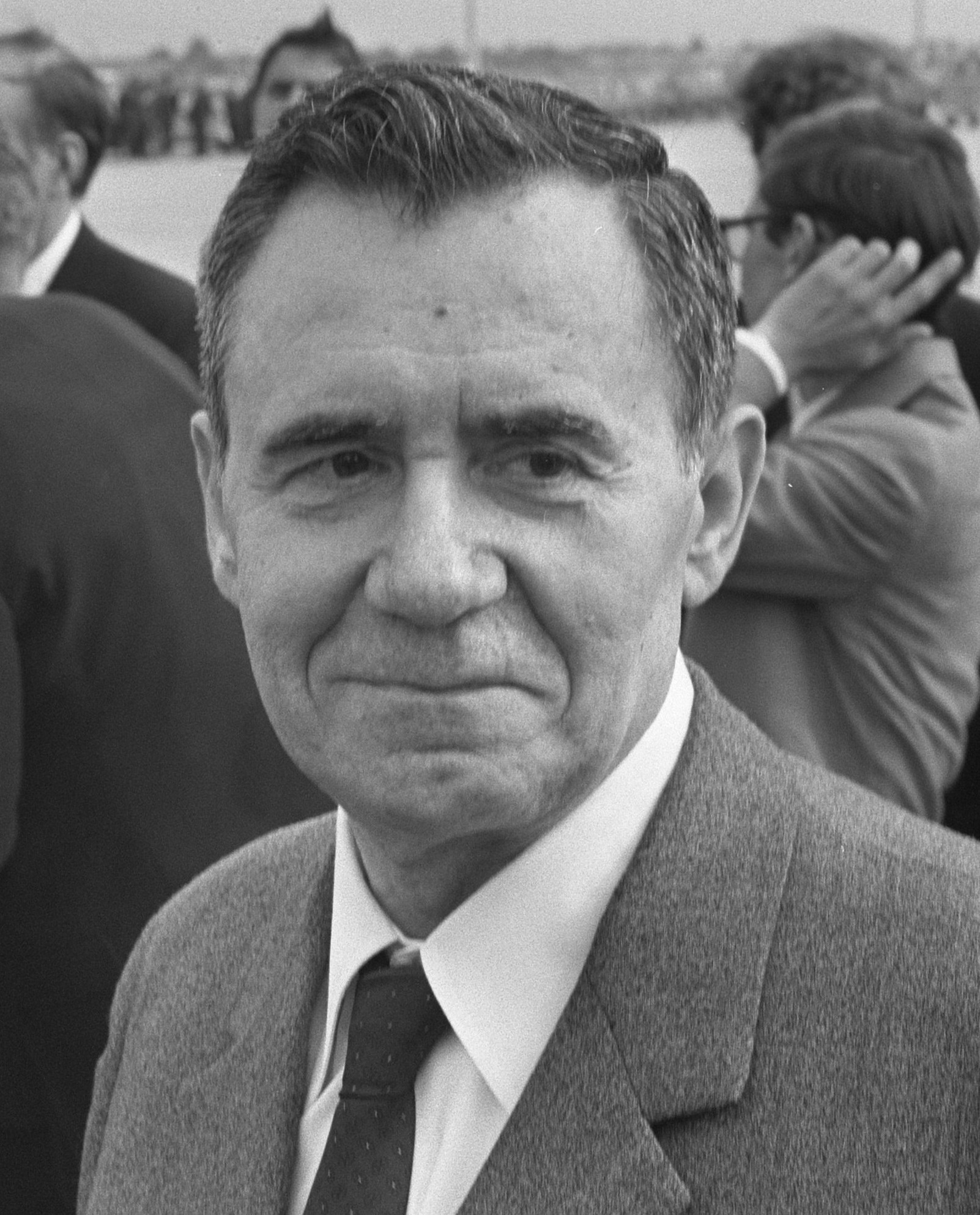
Радянський політик Андрій Громико був головним прихильником заперечення кримськотатарського етносу: на зустрічі 1987 року з делегацією кримських татар він назвав кримських татар «вигаданим народом» прямо їм у обличчя (див. Комісія Громико)

## Виноски
1. ↑  Волзьких татар зазвичай називають просто татарами, що призводить до того, що багато людей помилково вважають, що інші етнічні групи, які раніше або зараз називаються татарами, є підгрупами волзьких татар. Однак кримські татари зовсім не є нащадками волзьких татар.[7]
2. ↑  До депортації ансамбль мав назву «Державний ансамбль пісні і танцю кримських татар».